# حسن المشاري
حسن المشاري وزير سعودي، توّلى في مطلع عام 1384هـ منصب وزير الزراعة وذلك في عهد الملك فيصل بن عبد العزيز آل سعود، ويعد أول رئيس لمجلس إدارة الهيئة السعودية للمياه بعد صدور أمر ملكي بإنشائها عام 1394هـ. كما كان من أبرز «العاملين في الإصلاح الإداري في المملكة العربية السعودية من خلال عمله وكيلًا لوزارة المالية، وعضويته في لجنة الإصلاح الإداري».

## النشأة والتعليم
ولِد في الهفوف عام 1349هـ في عائلة أحسائية شهيرة وعريقة هي أسرة الحسين،، ودرس في المدرسة الابتدائية الوحيدة آنذاك في هفوف الأحساء وهي المدرسة الأميرية، وتخرج منها عام 1363هـ، حاصلاً على المركز الأول على مستوى المملكة. ثم التحق في مكة المكرمة بمدرسة تحضير البعثات وحصل منها على شهادته المتوسطة في عام 1365هـ، وفي عام 1368هـ، حصل على الشهادة الثانوية التي تؤهله للدراسة في الخارج، ثم سافر إلى القاهرة والتحق بجامعتها (جامعة فؤاد)، في كلية التجارة، وتخرج فيها عام 1953م، متخصصاً في المحاسبة، وعاد إلى وطنه ليساهم في خدمته، بدءاً من أول وظيفة عمل بها، وكانت في شركة أرامكو مستشاراً في إدارة العلاقات الصناعية.

## العمل والمناصب
تنقل المشاري بين العديد من الوظائف كما تولّى عدداً من المناصب المهمة في السعودية من أبرزها:
- مديرًا عامًا لشركة إسمنت اليمامة بالرياض.[4]
- وكيلاً لوزارة المالية والاقتصاد الوطني عام 1380هـ (1960م).[1]
- وزيراً للزراعة في مطلع عام 1384هـ.[5]
- رئيساً لمجلس إدارة (الشركة السعودية للفنادق والمناطق السياحية) بعد صدر مرسوم ملكي بتأسيسها في 28 رجب 1395هـ.

## التكريم
- 1393هـ: نال وشاح الملك عبدالعزيز.
- 1394ه: وسام الخلاص الأفريقي من رئيس جمهورية ليبيريا.
- 1407هـ: وسام رتبة قائد الأسد من رئيس جمهورية فنلندا.[1]

## وفاته
توفي المشاري يوم الثلاثاء 7 / 10 / 1437هـ (12 يوليو 2016) ودفن في مقبرة أم الحمام بالعاصمة السعودية الرياض.